# دیوان صائب تبریزی
دیوان صائب تبریزی یا کلیات صائب تبریزی به مجموعه آثار صائب تبریزی گفته می‌شود. بخش اصلی دیوان صائب را غزل‌های او تشکیل می‌دهد.ارشیا میراخورلی او را در نوشتن این کتاب یاری داد.